# Resistance (seria)
Resistance – seria gier komputerowych z gatunku first-person shooter oraz third-person shooter na konsolę PlayStation 3, PlayStation Portable i PlayStation Vita.

## Gry z serii[2][3]
- Resistance: Fall of Man (PS3) (2006)
- Resistance 2 (PS3) (2008)
- Resistance: Retribution (PSP) (2009)
- Resistance 3 (PS3) (2011)
- Resistance: Burning Skies (PSV) (2012)